# Машина пространства
Машина пространства (англ. The Space Machine) — роман Кристофера Приста, описывающий путешествие двух случайных странников в мире Герберта Уэллса.
Впервые опубликованный в 1976 году издательством «Faber and Faber», роман повествует о путешествиях главных героев Эдварда Тернбулла и Амелии Фицгиббон. Пара падает на поверхность Марса (из-за вмешательства Тернбулла) до марсианского вторжения на Землю, которое формирует сюжетную линию романа Герберта Уэллса 1898 года «Война миров». Эдвард и Амелия, которые работают на изобретателя сэра Уильяма Рейнольдса, использовали машину пространства и времени Рейнольдса, чтобы прыгнуть в будущее в начале вторжения на Марс. Они обнаруживают, что на Марсе людей превратили в рабов.

## Сюжет
Обычный коммивояжер, пытаясь преподнести свое изобретение обществу, встречает помощницу ученого, разрабатывающего новейшую технологию приведения в движение транспортных средств, однако это приводит к совершенно неожиданным последствиям.

## Приём критиков
Ричард А. Лупофф охарактеризовал «машину пространства» как «совершенно новую, захватывающую и гениальную книгу», хотя и упрекнул в относительно медленном темпе её вводного фрагмента.

## Награды
В 1977 году он выиграл премию Дитмара в категории «International SF».